# 塔塔鋼鐵
塔塔鋼鐵股份有限公司，簡稱塔塔鋼鐵股份，以及塔塔鋼鐵（英語：Tata Steel Limited，BSE: 500470，LSE：TTST），於1907年由多拉貝吉·塔塔創立，現時董事長為拉坦·塔塔，總經理為Hemant M. Nerurkan，為塔塔集團旗下鋼鐵業務。
總部位於印度马哈拉施特拉邦孟買。現時業務在全球經營生產及銷售各類鋼材產品，包括板鋼、長鋼等產品，主要在中國、美國、英國和印度運作。為全球第12大鋼鐵生產商，而原鋼產量達至2350萬噸，以及最大本地產量私營鋼鐵商。
現時於孟買和倫敦證券交易所上市，員工數目達至81600人。
在2012年美國財富雜誌全球500強企業排名為401位。而最為矚目是在2004年以4.864億新加坡元收購國民鋼鐵股份有限公司，以及在2007年以120.4億美元收購當時上市公司的，柯以斯集團（塔塔鋼鐵歐洲前身），成為首家印度企業收購國際企業一分子。
2018年6月29日蒂森克虜伯同意與印度塔塔鋼鐵（Tata）合旗下的歐洲鋼鐵業務。合併後的「蒂森克虜伯塔塔鋼鐵公司」（Thyssenkrupp Tata Steel）總部設在荷蘭，將成為歐洲第二大鋼鐵業者，僅次於阿賽洛米塔爾（ArcelorMittal）合資公司擁有34家工廠，員工達4萬8,000人，兩家公司將在合併後的公司中各持一半股份。
2019年5月10日歐盟委員會否決蒂森克虜伯和印度塔塔鋼鐵合併旗下的歐洲鋼鐵業務的計劃。

## 連結
- TataSteel.com （页面存档备份，存于）